# Andreu Doria
|  | Per a altres significats, vegeu «Andreu Dòria i Dexeus». |

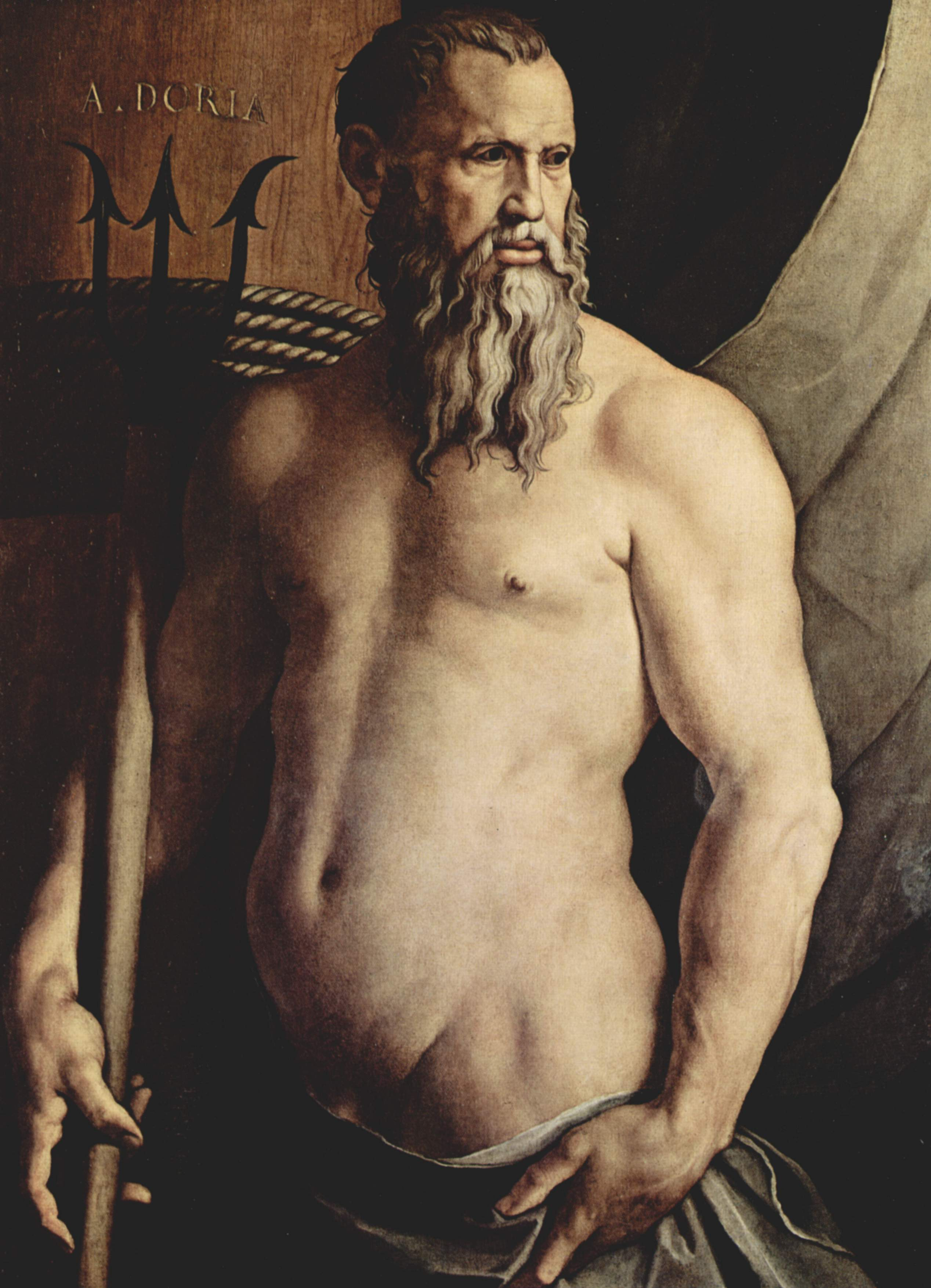
Andreu Doria com Neptú per Agnolo Bronzino.

Andreu Doria (italià: Andrea Doria o Andrea d'Oria; Oneglia, la Ligúria, 30 de novembre de 1466 - Gènova, 25 de novembre de 1560) va ser un almirall i home d'estat genovès. El 1528 passà del servei de Francesc I de França al de Carles I d'Espanya. Un vaixell de passatgers de luxe, el SS Andrea Doria va portar el seu nom, així com l'asteroide (2175) Andrea Doria i el club esportiu SG Andrea Doria.
El suport del seu estol donà a Carles I un lleuger predomini a la Mediterrània occidental davant francesos, turcs i barbarescos. Les seves galeres realitzen l'empresa de Coró i Patres en 1532 i ajuden la de Jornada de Tunis (1535) i la Jornada d'Alger (1541). El 1531 fou fet príncep de Melfi.

## Biografia

### Formació
Als 17 anys queda orfe i deixa Oneglia per instal·lar-se a Gènova. El 1484 es trasllada a Roma on son oncle Nicola Doria és capità de la guàrdia del papa Innocenci VIII, el qual li permet d'ingressar com a home d'armes a la guàrdia pontifícia. En morir el papa i ser proclamat Alexandre VI (Roderic de Borja), Doria es dirigeix a Urbino, on entra al servei del duc d'Urbino. Com a capità de les seves tropes, participa en la campanya contra Milà. Pelegrina a Terra Santa, on entra en l'Orde de Sant Joan de Jerusalem.

### Al servei deFrança
Retorna a Itàlia i entra al servei de Giovanni della Rovere, per protegir les places napolitanes conquerides pels francesos. Defensa amb valentia la plaça de Roccaguglielmina davant els atacs de Gonzalo Fernández de Córdoba, conegut com el Gran Capità. La plaça cau, però Fernández de Córdoba mira d'atraure Doria al servei dels Habsburg. Doria continua fent costat als francesos i manté enfrontaments amb Cèsar Borja, que intenta de recuperar les places franceses d'Itàlia. El 1503 reprimeix una rebel·lió dels corsos.
El 1512, amb 46 anys, és nomenat almirall de l'estol genovès, i té els seus primers enfrontaments amb els francesos, que tracten de prendre el fort de Brida. El 1513 s'enfronta a un estol turc, del qual captura dues galiasses i quatre bergantins.
El 26 de maig de 1521 l'emperador Carles V pren Gènova. Doria tracta d'entrar al port però és rebutjat. Es dirigeix a Mònaco amb les seves dotze galeres i fa costat des del mar a les operacions franceses de defensa de Marsella davant dels atacs espanyols. Planeja una operació per rescatar el rei Francesc I de França, presoner dels espanyols, però el mateix rei el dissuadeix, ja que ha donat paraula de no tractar d'escapar-se. Doria passa al servei del papa Climent VII. Una vegada alliberat Francesc I de França, Doria és nomenat capità general de l'estol francès de la Mediterrània.
El 1528 les seves relacions amb el Regne de França passen per un mal moment. El rei li deu molts diners, en la cort hi ha intrigues polítiques en contra seva, Francesc I tracta d'exigir-li que li lliuri el marquès de Vasto i Antonio Colonna, presoners de Borja, amb els quals -però- té excel·lents relacions (i que tracten de convèncer-lo que es passi al bàndol espanyol). A més a més, arriba al seu coneixement que el rei de França pretén de nomenar un altre gran almirall per ocupar el seu lloc. Doria s'entrevista aleshores amb Carles I d'Espanya, hi signa una aliança el 29 de desembre i passa al seu servei en la Guerra de la Lliga de Cognac.

### Al servei d'Espanya
La seva primera acció al servei d'Espanya és dirigir-se a Nàpols, assetjada pels francesos, on ajuda a aixecar el setge del lloc. Després allibera Gènova, que havia estat presa pels francesos. Els genovesos volen fer-lo el seu dux, però ell no accepta el nomenament; sí que accepta, en canvi, el títol de pare de la pàtria. Carles I el nomena almirall gran i gran canceller del regne, príncep de Melfi i marquès de Tursi. I el 1530 li concedeix el collar del Toisó d'Or.
El 1532 ataca la costa turca, on s'apodera de Coró. El 1535 participa en la jornada de Tunis, contra Khair ed-Din Barba-rossa. El 1537, és a prop de l'illa de Nakos amb dotze galeres turques i aconsegueix de capturar-les. En saber que Barba-rossa l'està cercant amb cent naus, es retira. Barba-rossa ataca Corfú i Doria li surt a l'encontre amb 80 galeres venecianes, 36 galeres pontifícies, 30 galeres espanyoles i 50 naus. Es disposa a prendre Préveza, ocupada per Barba-rossa, però és derrotat. Per rescabalar-se d'aquest fracàs, conquereix Castelnuovo di Conza, en el golf de Cattano.
El 1541 tracta, sense aconseguir-ho, de dissuadir Carles I de la jornada d'Alger.
El 1542, es torna a declarar la guerra entre francesos i hispànics i els francesos ataquen Niça; aleshores Doria els obliga a retirar-se i els captura quatre vaixells. El maig de 1543 torna a sortir de campanya Barba-rossa, amb 110 galeres, i ataca Reggio de Calàbria, on captura la filla del governador. A Marsella s'uneix a les galeres franceses i pren el comandament el comte d'Enghien, Francesc de Borbó. Conquereixen i saquegen tota Niça, llevat del castell (setge de Niça). Doria hi acudeix des d'Espanya, desembarca en Vilafranca de Mar les tropes d'infanteria espanyoles del marquès de Vasto, que recuperen Niça, i fa fugir la flota franco-turca cap a Antibes.
El 1547 sofreix un atemptat que gairebé li costa la vida. El seu nebot Giannetino el cus a estocades, però se'n recupera. Davant de les intrigues polítiques genoveses, accepta a Gènova una fortalesa guarnida per espanyols. El 1548, amb 80 anys, va amb les seves naus a la badia de Roses, on embarca el príncep Felip de Castella i l'acompanya a Gènova, on l'allotja al seu palau. Amb 84 anys continua emprenent accions contra el pirata barbaresc Dragut, a qui havia alliberat el 1554 a canvi de 3.000 ducats.
El 1552 guia d'Espanya a Itàlia 6.000 hòmens i un milió de ducats, necessaris per a la guerra a Itàlia. Després, acudeix a socórrer el Regne de Nàpols i el Regne de Sicília, atacades pels turcs. Amb 40 galeres s'enfronta a 120 galeres otomanes, i és obligat a retirar-se després de perdre set vaixells; però aconsegueix desembarcar tropes de reforç per a Nàpols i Orbitello. Participa en la guerra de Còrsega, que allibera dels francesos, i acaba la campanya amb el tractat de Cateau-Cambrésis, entre Felip II de Castella i el Regne de França.